# ピエモンテのブドウ畑の景観:ランゲ＝ロエーロとモンフェッラート
ピエモンテのブドウ畑の景観 : ランゲ＝ロエーロとモンフェッラートはUNESCOの世界遺産リスト登録物件の一つであり、イタリア、ピエモンテ州のポー川、タナロ川流域のブドウ栽培地の中でも、バローロ、バルバレスコ、アスティ・スプマンテといった最高級イタリアワイン（DOCG）生産地の文化的景観を対象としている。2014年に、イタリアの世界遺産としては、50件目の登録となった物件である。

## 構成資産
イタリアワインは、スペインワイン、フランスワインとともに、世界的に見ても特に生産量が多い（2014年の世界の生産量は、1位イタリア、2位スペイン、3位フランスの順）。ピエモンテ州はイタリアの全20州の中で7位（21世紀初頭のデータ）と、生産量の面で傑出しているわけではない。しかし、その生産量の80%がDOCないしDOCGという点に特色があり、DOCおよびDOCGの栽培面積はイタリア最大となっている。
世界遺産になっているのは、そのピエモンテ州のタナロ川東岸のランゲ地方から西岸のロエーロ地方にかけての一帯、ならびにモンフェッラート地方に広がるブドウ栽培地計5件と、城1件である。

### 一覧と地図
構成資産は以下の6件である。ID、英語名、面積は世界遺産センターの公式のもの、緩衝地域、合計面積、所在県名はICOMOS 2014、イタリア語名と日本語名は地球の歩き方に、それぞれ依拠した。緩衝地域で「A」とあるものは同じ範囲を示す。
| ID          | 名称                                                                                              | 面積 (ha) | 緩衝地域(ha) | 所在地                |
| ----------- | ------------------------------------------------------------------------------------------------- | --------- | ------------ | --------------------- |
| 1390rev-001 | Langa of Barolo La Langa del Barolo バローロのあるランガ地区                                      | 3,051     | A=59,306     | クーネオ県            |
| 1390rev-002 | Grinzane Cavour Castle Il Castello di Grinzane Cavour グリンツァーネ・カヴール城                  | 7         | A            | クーネオ県            |
| 1390rev-003 | Hills of Barbaresco Le Colline del Barbaresco バルバレスコの丘陵地                                | 891       | A            | クーネオ県            |
| 1390rev-004 | Nizza Monferrato and Barbera Nizza Monferrato e il Barbera ニッツァ・モンフェッラートとバルベーラ | 2,307     | A            | アスティ県            |
| 1390rev-005 | Canelli and Asti Spumante Canelli e l’Asti Spumante カネッリとアスティ・スプマンテ                | 1,971     | A            | アスティ県 クーネオ県 |
| 1390rev-006 | Monferrato of Infernot Il Monferrato degli Infernot インフェルノットのモンフェッラート            | 2,561     | B=16,943     | アレッサンドリア県    |
| 合計面積    | 合計面積                                                                                          | 10,789    | 76,249       |                       |

### バローロのあるランガ地区

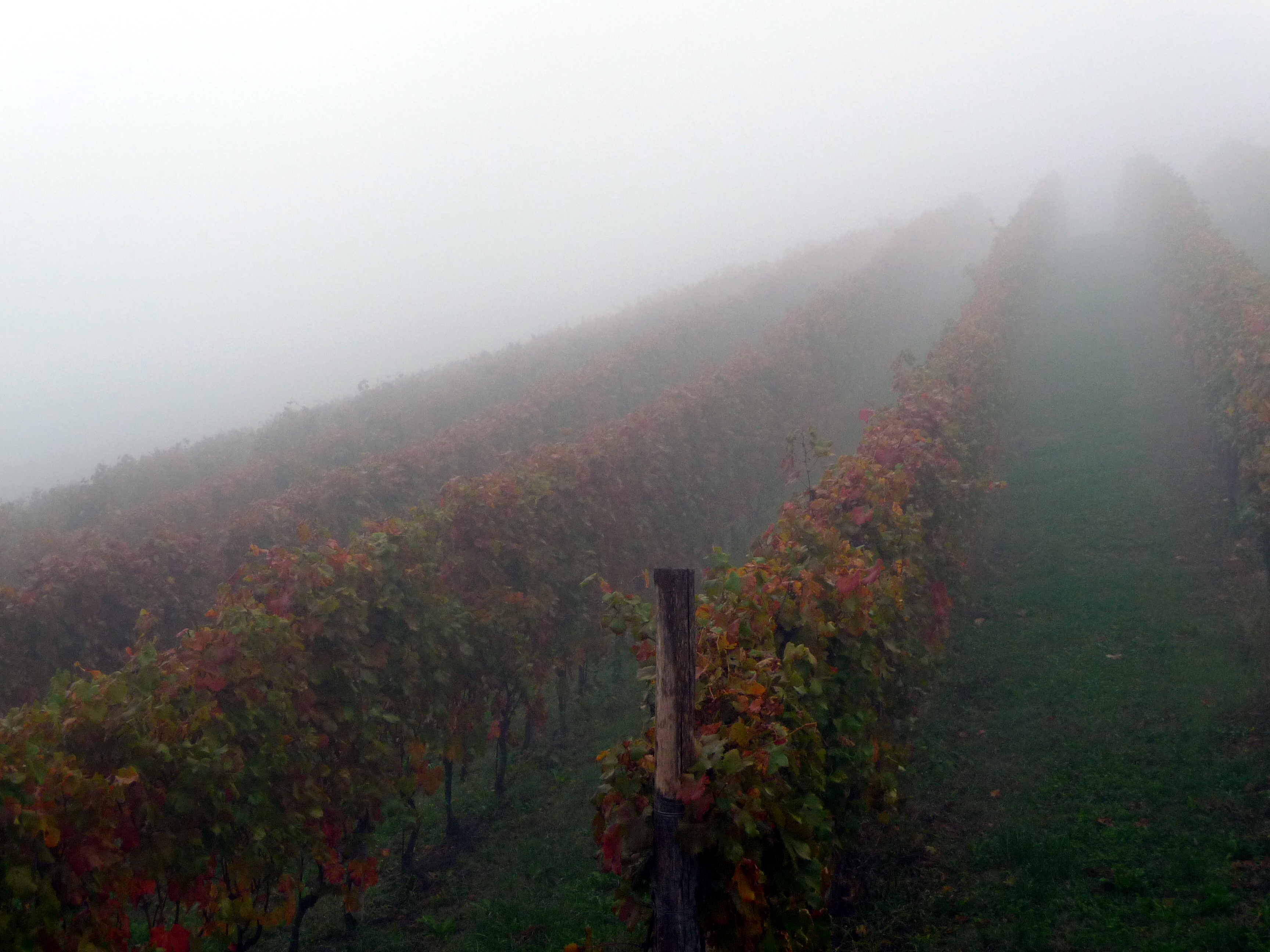
早朝の霧に覆われたランゲ地方のネッビオーロ畑

ランガもランゲもピエモンテ語では、ある種の丘を意味する。ランゲ地方はアルバの南に広がる丘陵地帯で、石灰岩の土地が泥土に覆われている。
バローロはコムーネの名前であるとともに、その一帯で生産される最高級ワイン（DOCG）の名前でもある（便宜上、コムーネの方は「バローロ村」と呼ぶ。以下の類似のケースでも同様）。バローロは19世紀に「ワインの王であり、王のワイン」と讃えられた赤ワインで、今なおイタリアワインの王と位置づけられる。バローロに使われるブドウはネッビオーロで、その名は霧（ネッビア）に由来する。ブドウの果皮を覆うブルームが霧のようだからとも、霧の出る時期に収穫するからとも言われる。いずれにせよ、収穫前のネッビオーロの畑は霧に覆われ、幻想的な光景を作り出す。ワイン愛好者の観光地となっており、村内の城はかつてファレッティ男爵のものであった10世紀建造の城で、現在はワイン博物館があり、ワインオープナー博物館および州立エノテーカが隣接する。
構成資産として特筆されるのは、バローロを生み出す一帯のブドウ畑が、「ピエモンテのブドウ畑のエンブレム的な部分を構成している」点である。

### グリンツァーネ・カヴール城

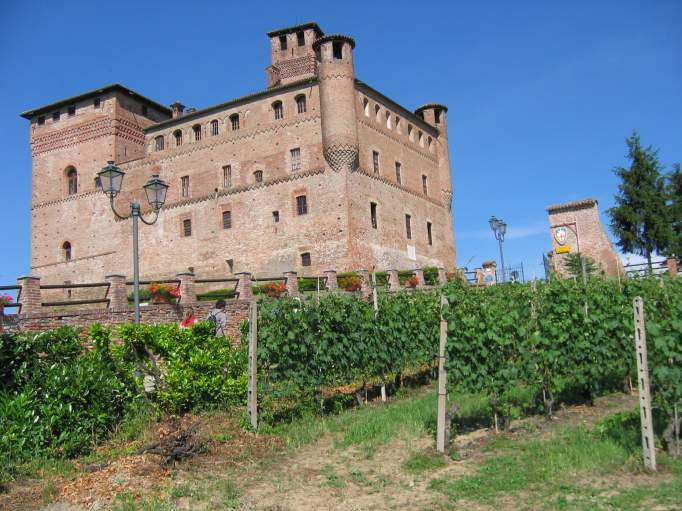
グリンツァーネ・カヴール城

グリンツァーネ・カヴールは、イタリア統一運動で重要な役割を演じることになるカヴール伯爵が、それ以前に首長（在任1832年 - 1849年）を務めていたコムーネである。カヴール伯爵はイタリア統一の功労者というだけでなく、ワイン生産に関して新技術の導入を推進した人物でもあった。その近隣に位置するグリンツァーネ・カヴール城はかつてカヴール伯爵の居城であったが、現在は民俗学博物館になっており、伯爵の私物が遺されているほか、寝室・食堂はカヴール伯爵が使っていた頃の様子が再現されている。
グリンツァーネ・カヴール城そのものと周辺のブドウ畑が世界遺産の登録対象になっている。それらが構成資産に含まれた理由は、この城は19世紀において、ブドウ栽培やワイン製造の技術改良が行われ、品質の向上に寄与した場所だという点にある。城には州立エノテーカが併設されているが、これは1967年に設立された最古の州立エノテーカである。

### バルバレスコの丘陵地

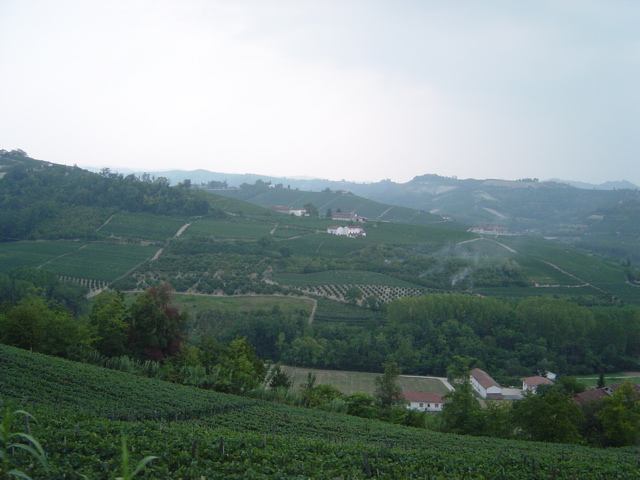
バルバレスコ

バルバレスコはバローロ同様、ランゲ地方に属するコムーネの名であるとともに、最高級ワイン (DOCG) の名にもなっている。バルバレスコ村とその近隣コムーネで生産されるバルバレスコは、バローロと並んで、ピエモンテのワインを代表する名品とされているが、生産量はバローロの半分程度である。バローロと同じようにネッビオーロ種から作られるが、その味わいはバローロに比べて繊細であるとか、エレガントであるなどと評される。
バルバレスコ村は海底が隆起してできた丘の上にある村で、村から眼下にはブドウ畑が一面に広がる。州立エノテーカは、かつて教会として使われていた建物の中にあり、当時の天井画などが残る。
この世界遺産に含まれるブドウ畑景観の中では、バルバレスコの丘陵地が面積最小だが、隣のネイヴェ村の中世建造物群や古いワイン醸造施設など、歴史的建造物群も含まれる。

### ニッツァ・モンフェッラートとバルベーラ

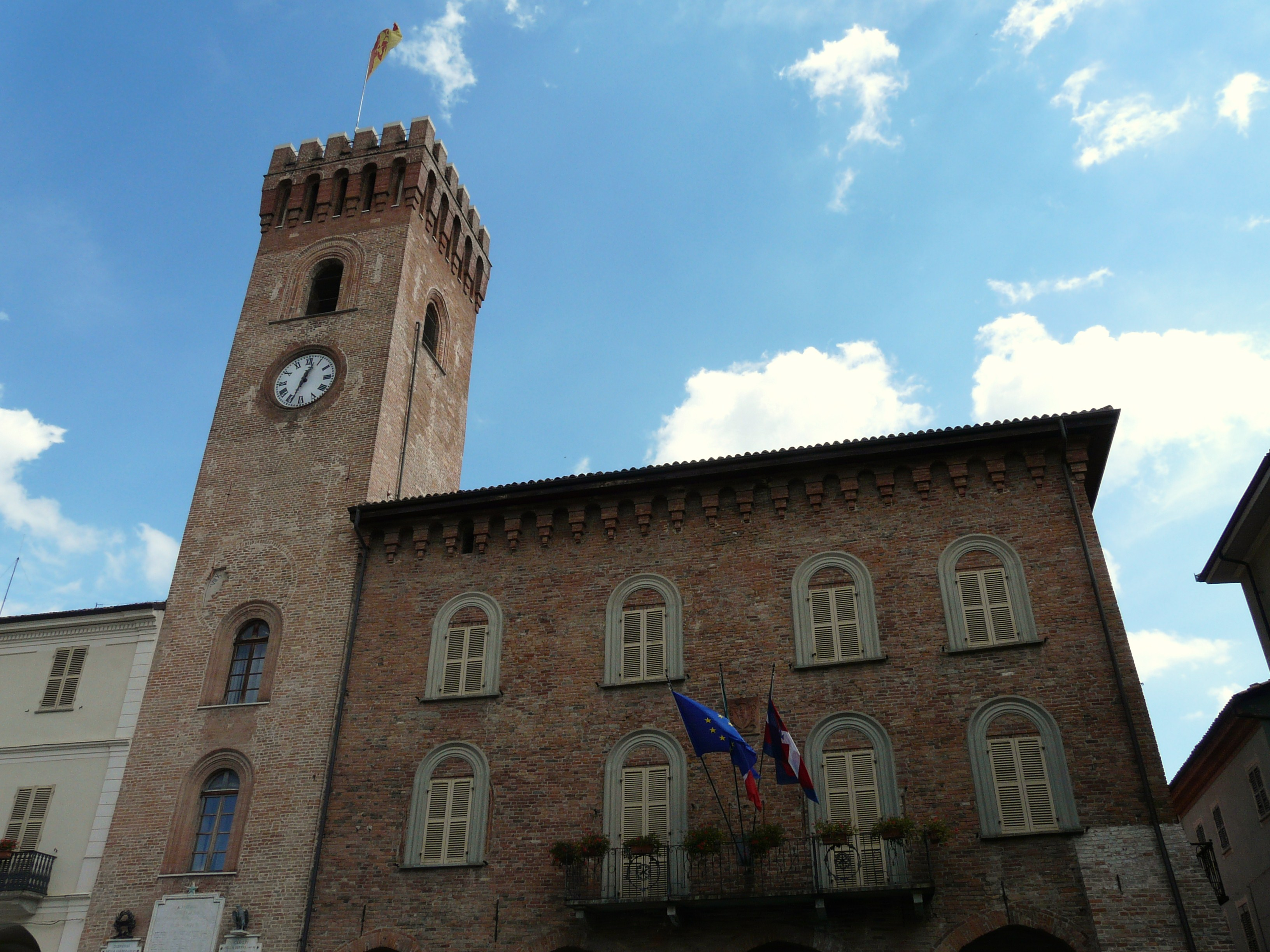
中世の塔が残るニッツァ・モンフェッラート市庁舎

バルベーラはブドウの品種であるとともに、それから作られるワインの名前である。バルベーラはモンフェッラート地方が起源とされるブドウであり、ピエモンテの赤ワインの半分ほどがバルベーラから作られる。そのかなりの部分はDOCであり、バルベーラ・ダスティのようにDOCGになっているものもある。
ニッツァ・モンフェッラートは、なだらかな丘陵に位置するコムーネで、バルベーラの育てられているブドウ畑に囲まれている。世界遺産としては、そのブドウ畑だけでなく、ニッツァ・モンフェッラートがバルベーラのワイン販売と結びつく歴史的な市場町であり、ブドウ栽培に関連する地域の伝統を伝えている点も特筆されている。ニッツァ・モンフェッラートの目抜き通りには、中世を偲ばせる歴史的な建造物が並んでおり、州立エノテーカもその通りにある。

### カネッリとアスティ・スプマンテ

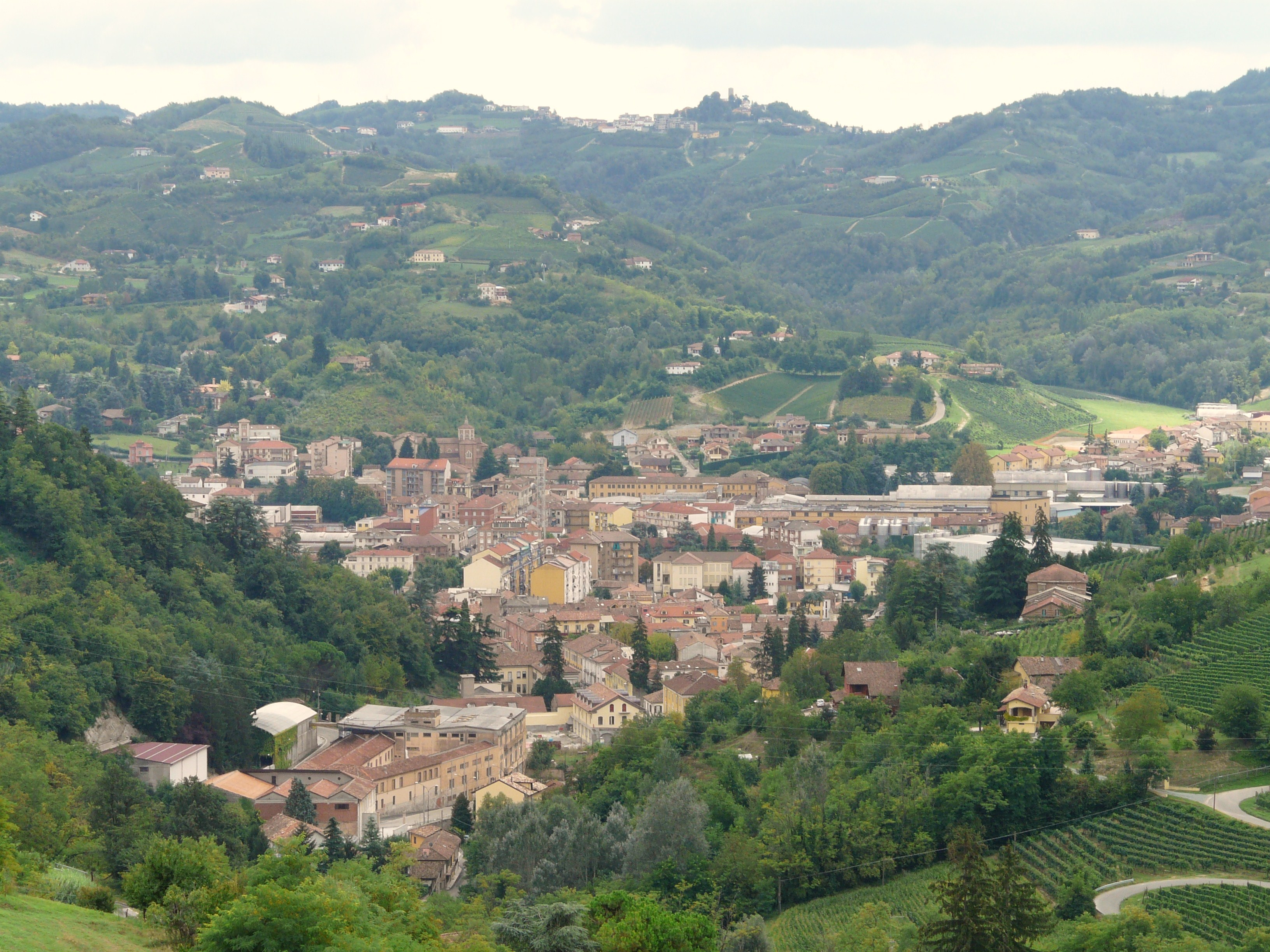
カネッリ

アスティ・スプマンテはモスカート種を使ったスプマンテ（スパークリングワイン）である。アルコール度数が低めで甘口のため、女性にも人気があり、国際的に知られている。もともとアスティ・スプマンテは、フランスのシャンパーニュ地方でシャンパン（シャンパーニュ）について学んできたカルロ・ガンチャが、1850年代以降に作り上げたものである。ガンチャはそれを当初モスカート・シャンパーニュと命名したが、かつては「貧乏人のシャンパン」などとと言われることもあった。しかし、1993年にはスプマンテの中で最初にDOCGに格付けされ、モスカート・ダスティと合わせたアスティとしての生産量は、DOCないしDOCGに格付けされたワインの中では、キャンティに次いで多い。その75パーセント以上がドイツ、アメリカ合衆国などの国外向けである。
そのアスティ・スプマンテの主な大工場が集中しているコムーネが、カネッリなのである。カネッリは、カルロ・ガンチャがガンチャ社を設立した町であり、丘の上にはガンチャ家の居城が聳える。その城は見学不可だが、町にはカンティナ・ガンチャをはじめとする各社の醸造所が並び、地下には総延長20キロメートルのワインセラー、通称「地下大聖堂」(Cattedrali Sotterranee) が広がる。州立エノテーカが置かれているのも、この地下大聖堂内である。
世界遺産の構成資産としては、ワインの生産、流通、貯蔵の点でピエモンテを代表する建造物群を擁する点や、ガンチャの居城が19世紀ワイン醸造業者の経済力を伝えている点などが評価されている。

### インフェルノットのモンフェッラート

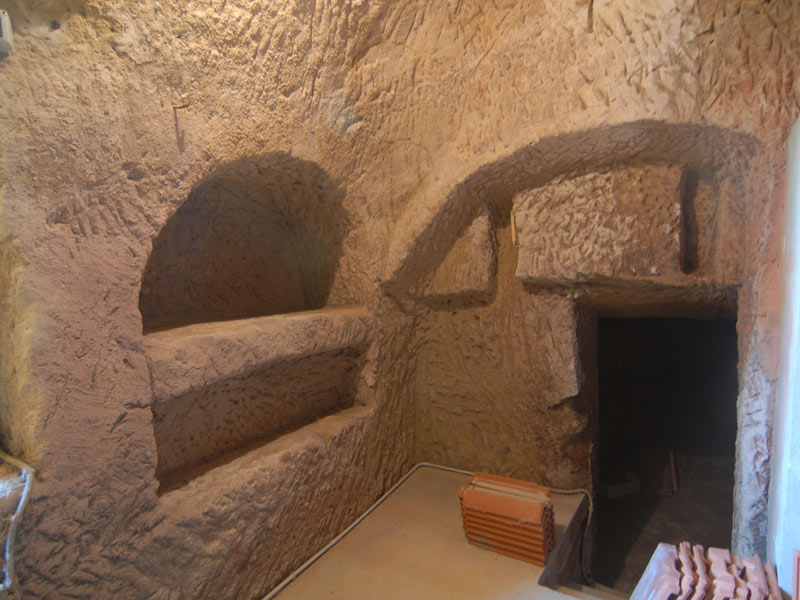
オッティーリオのインフェルノット

インフェルノットとは、モンフェッラート地方、特にバルベーラ・デル・モンフェッラートの生産地域に見られる、岩盤をくりぬいた地下のワインセラーのことで、醸造所の地下だけでなく、住居の地下にも見られる。
モンフェッラート地方自体はアスティ県からアレッサンドリア県にまたがり、ピエモンテのワインの半分ほどを生産する広大な地域で、含まれるコムーネの数も200ほどにもなるが、世界遺産登録対象は最初の推薦時よりもかなり絞り込まれており、この構成資産も範囲内の主要な村落は6つだけ、その中心的なコムーネは、丘の上にあって歴史的街並みを擁するヴィニャーレ・モンフェッラートとモンテマーニョである。構成資産としては、農業景観だけでなく、栽培業者の住居やインフェルノットも評価されている。

## 登録経緯
この物件が世界遺産の暫定リストに記載されたのは、2006年6月1日のことであり、最初の推薦は2011年1月21日に行われた。その時点では9件の構成資産が推薦されていた。しかし、世界遺産委員会の諮問機関である国際記念物遺跡会議 (ICOMOS) はいずれの価値の証明も不十分であり、構成資産の練り直し自体が必要として、「登録延期」を勧告した。第36回世界遺産委員会（サンクトペテルブルク、2012年）でも「登録延期」と決議された。この時点では、構成資産の栽培景観や建造物の説明よりも、栽培技術やワインそのものの説明に力点が置かれていたという。
イタリア当局は構成資産を練り直し、6件に整理・再編した上で2013年1月30日に再推薦した。この推薦では、各時代やブドウの品種の多様性を代表する資産であることの証明に力点が置かれていた。これに対しては翌年、ICOMOSも顕著な普遍的価値を認め、「登録」を勧告した。第38回世界遺産委員会（ドーハ、2014年）の審議でも、委員国からは、そこで生産されたワインを飲みたいといったコメントしか出ず、一切の異論なしに登録された。この物件はイタリアの世界遺産として50件目であり、一国の世界遺産が世界で初めて50件に到達した節目の登録となった。その点については、議長からも祝意を表明された。

### 登録名
この物件の正式登録名は英語: Vineyard Landscape of Piedmont: Langhe-Roero and Monferrato およびフランス語: Paysage viticole du Piémont : Langhe-Roero et Monferrato である。その日本語名は以下のように、少々の揺れがある。
- ピエモンテのブドウ畑の景観 : ランゲ・ロエロとモンフェッラート - 東京文化財研究所[46]、地球の歩き方[47]
- ピエモンテのブドウ園の景観 : ランゲ・ロエロとモンフェッラート - 世界遺産検定事務局[48]
- ピエモンテの葡萄畑景観 : ランゲ・ロエロ・モンフェッラート - 日本ユネスコ協会連盟[49]
- ピエモンテの葡萄畑の景観 : ランゲ・ロエロ・モンフェッラート - 古田陽久・古田真美[50]

## 登録基準
この世界遺産は世界遺産登録基準のうち、以下の条件を満たし、登録された（以下の基準は世界遺産センター公表の登録基準からの翻訳、引用である）。
- (3) 現存するまたは消滅した文化的伝統または文明の、唯一のまたは少なくとも稀な証拠。
  - 世界遺産委員会はこの基準の適用理由について、「ピエモンテのブドウ畑の文化的景観は、長い歴史から発し、現在まで継続的に順応・改良されてきたブドウ栽培業・ワイン醸造業の、顕著な生ける証拠を提供している。それらは、すこぶる包括的な社会的・田園的・都会的領域や、持続可能な経済構造を物語るものとなっている」[51]等とした。

- (5) ある文化（または複数の文化）を代表する伝統的集落、あるいは陸上ないし海上利用の際立った例。もしくは特に不可逆的な変化の中で存続が危ぶまれている人と環境の関わりあいの際立った例。
  - 世界遺産委員会はこちらの基準については、「ランゲ＝ロエーロとモンフェッラートのブドウ畑は、人と自然環境との相互作用の顕著な例を構成する」等とし、「ブドウ栽培景観は偉大な美的特質をも表現し、そのことがこの景観を、ヨーロッパのブドウ栽培地の模範たらしめている」[51]とした。